# Commande (commerce)
Pour les articles homonymes, voir commande.
Dans le commerce, une commande est une intention, soit verbale soit écrite, d'engager une transaction commerciale pour des produits ou services particuliers.
Du point de vue de l'acheteur, elle exprime l'intention d'acheter et est appelée une commande d'achat.
Du point de vue du vendeur, elle exprime l'intention de vendre et elle se réfère à une commande de vente.
Dans beaucoup d'entreprises, les commandes sont utilisées pour rassembler et rendre compte des coûts et des revenus selon des objectifs bien définis. Ensuite, il est possible de montrer pour quels objectifs les dépenses ont été engagées.

## Étapes dans les commandes commerciales
| Commerce                                                                           | Action de l'acheteur | Action du vendeur                                                                                                  |
| ---------------------------------------------------------------------------------- | --- | --- |
| Acheteur qui désire le produit et vendeur qui vend le produit                      | Recherche des vendeurs du produit | Marketing et publicité                                                                                             |
| Vérification du prix du produit, disponibilité, spécifications, coûts de livraison | Demande de devis ou demande d'offre | Devis ou offre créés                                                                                               |
| Accord de transaction entre acheteur et vendeur                                    | Enregistrement de la commande d'achat | Enregistrement de la commande de vente                                                                             |
| Le produit est expédié du vendeur à l'acheteur                                     | | Fiche d'emballage, facture pro forma pour certaines expéditions internationales                                    |
| L'acheteur reçoit le produit du vendeur                                            | La fiche d'emballage et le produit sont comparés avec la commande d'achat ; on vérifie le bon conditionnement du produit                                               | |
| Le vendeur envoie la facture à l'acheteur                                          | On fait correspondre la fiche d'emballage avec la commande d'achat et la facture ; on enregistre l'achat dans les comptes financiers dans la comptabilité fournisseurs | On enregistre la vente dans les comptes financiers dans la comptabilité clients                                    |
| L'acheteur paie le vendeur                                                         | Paiement en espèces, par chèque ou paiement électronique ; enregistrement du paiement sur la commande d'achat                                                          | Réception des espèces, du chèque ou du paiement électronique ; enregistrement du paiement sur la commande de vente |